# Joe Christopher
Joe Christopher (Frederiksted, Islas Vírgenes Estadounidenses; 13 de diciembre de 1935 – Edgewood, Maryland; 3 de octubre de 2023) fue un beisbolista virgense estadounidense que jugó ocho temporadas en la MLB con tres equipos en la posición de outfielder y ganó la Serie Mundial de 1960.

## Carrera
Sin pasar por la universidad, Joe Christopher llegó a los Pittsburgh Pirates en 1959, donde tuvo un rol de suplente de los titulares Bob Skinner (izquierdo), Bill Virdon (central) y Roberto Clemente (derecho). Debido a la lesión de Clemente tuvo su debut en la MLB en la derrota por 0-1 ante los Milwaukee Brewers en el partido en el que el lanzador Harvey Haddix tiró juego perfecto por 12 entradas, que perdió en la 13.º entrada el 26 de mayo de 1959. Formó parte del equipo de los Pirates que ganó la Serie Mundial de 1960 ante los New York Yankees, principalmente como un jugador de banca en donde usualmente entraba a los partidos como corredor emergente en tres partidos y anotó dos carreras.
Participó en el Draft de expansión de la MLB de 1961 por los New York Mets, equipo donde tuvo más regularidad registrando un promedio de bateo de.300 con 16 cuadrangulares, 76 carreras impulsadas, 78 anotadas, 163 hits, 26 dobles y 8 triples en 154 partidos en la temporada de 1964; los que fueron los mejores números de temporada en su carrera. El 19 de agosto de ese año bateó dos triples y un doble en la victoria por 8-6 ante los Pittsburgh Pirates, y el 25 de septiembre de ese año rompió el juego sin hit de Jim Maloney de los Cincinnati Reds en el Shea Stadium, el cual fue el único hit de los Mets en ese partido en la derrota por 0-3.
Al finalizar la temporada de 1965 los Mets cambiaron a Joe Christopher a los Boston Red Sox por Ed Bressoud. En junio de 1966 los Red Sox cambiaron a Christopher por el lanzador Earl Wilson a los Detroit Tigers, incluyendo a Julio Navarro como parte del cambio. La carrera de Christopher como profesional terminó el 9 de junio de 1966 sin haber jugado un solo partido con Detroit, aunque se mantuvo en las ligas menores hasta 1968. Christopher también jugó béisbol invernal en República Dominicana, México y Puerto Rico. En el invierno en Puerto Rico jugó para los Senadores de San Juan en la temporada de 1954–1955, para los Indios de Mayaguez entre 1957 y 1963 y con los Criollos de Caguas en la temporada de 1967–1968, siendo campeón con Mayaguez y Caguas. El cuatro temporadas fue el líder en bases robadas de la Liga de Puerto Rico.. En la temporada de 1958-1959 de la Liga de Puerto Rico recibió un pelotazo en el casco por un lanzamiento de El Divino Colón de los Cangrejeros de Santurce que provocó la ira de los aficionados en Mayaguez que buscaron atacar el Corvette rojo de Gómez al finalizar el partido. En México jugó para los Tigres de México y en Venezuela para los Navegantes del Magallanes.
En su carrera de ocho temporadas en la MLB, Christopher tuvo un promedio de bateo de.260, 29 cuadrangulares y 173 RBI en 638 partidos, incluyendo un partido de cinco hits y ocho de cuatro hits.